# Museo Alfredo Dugès
El Museo Alfredo Dugès es un museo de historia natural ubicado en la ciudad de Guanajuato, México, nombrado así en honor al naturalista francés radicado en Guanajuato Alfredo Dugès. Se ubica en la planta baja del Edificio Central de la Universidad de Guanajuato. Cuenta con una de las colecciones mejor conservadas de mediados del siglo XIX, se considera este acervo el primero en importancia nacional con respecto a ejemplares tipo; y el tercero en relación con la riqueza de especies conservadas.

## Historia
El museo tiene su antecedente en el gabinete de historia natural del Colegio del Estado, espacio constituido por la colección de
plantas, animales, acuarelas y notas del naturalista Alfredo Dugès; a este patrimonio se sumó la colección de aves del maestro Vicente Fernández Rodríguez, con el objetivo de apoyar las cátedras de zoología y botánica. Los ejemplares de la colección tienen más de 100 años en promedio, el más antiguo data de 1872.
El día 13 de mayo de 1940, el presidente Lázaro Cárdenas visitó el Colegio del Estado. Durante su estancia se lograron apoyos gubernamentales para la rehabilitación de la antigua capilla otomí para que albergara el Museo de Historia Natural Alfredo Dugès, el cual fue inaugurado el 8 de diciembre de 1941.
A partir del mes de mayo de 1999 se encuentra ubicado en la planta baja del Edificio Central de la Universidad de Guanajuato, en el espacio que ocupó por muchos años la imprenta universitaria. Este cambio se realizó con el fin de darle un espacio más amplio y digno a esta colección.

## Acervo

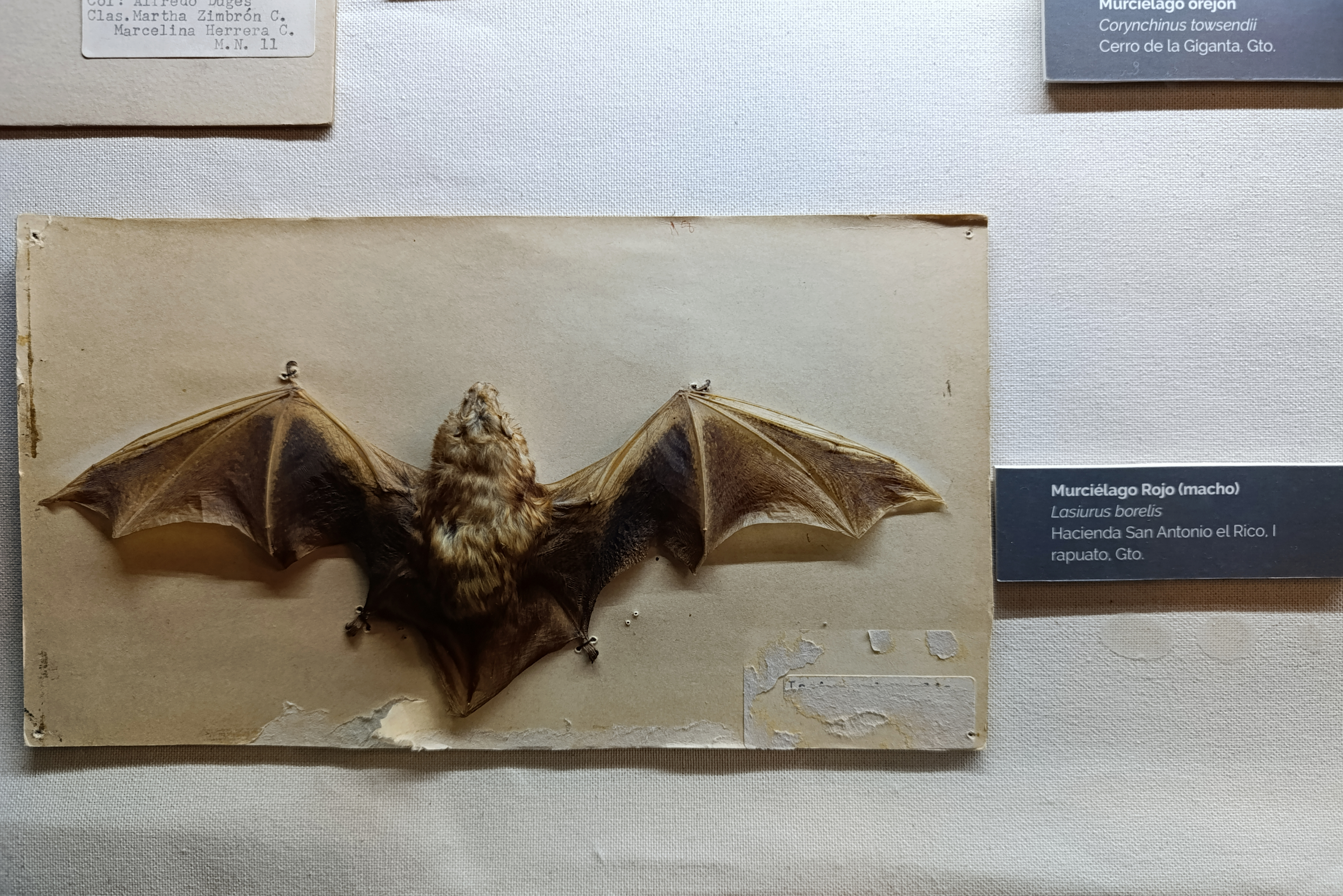
Lasiurus borealis, espécimen exhibido.

El acervo está constituido por especímenes vegetales y animales adquiridos de otras partes del mundo y aquellos integrados el propio Dugès; conocido como el padre de la herpetología en México, destaca la colección de anfibios y reptiles, algunos de ellos considerados como ejemplares tipo. La colección abarca diferentes especies, desde pequeños invertebrados hasta grandes mamíferos, aunque solo una parte representativa de ellos está en exhibición.
El museo cuenta con especímenes únicos, que sólo pueden observarse ahí, como el ornitorrinco; animales en peligro de extinción, como el kiwi australiano, y animales extintos, como la paloma viajera y el carpintero imperial.
La colección herpetológica del museo cuenta con 1223 ejemplares, una de las más importantes y antiguas en el país. Después de muchos años la colección ha sido reconocida por la Universidad de Guanajuato como parte importante de sus acervos y parte de los ejemplares tipo ahora se consideran bienes preciosos de la universidad.
Se cuenta con 34 ejemplares tipo de anfibios y reptiles pertenecientes a 18 taxones. El lugar geográfico de los especímenes abarca en su mayoría México, después Francia, Estados Unidos, África, otros países de Europa, Asia y algunos de Australia.
La colección de aves está formada por 568 especímenes, de los cuales el 63% son pieles montadas para exhibición y el 19% son cráneos; el restante 18% está formado por esqueletos, la mayoría montados para exhibición, esternones, picos, laringes y huevos.
La colección de mamíferos cuenta con 706 ejemplares en diferente estado de conservación que van desde organismos disecados, en alcohol y otros son piezas óseas. Está colección muestra ejemplares de todos los hábitats, marinos, terrestres y aéreos. En cuanto a tamaño de mamíferos, van desde una musaraña hasta estructuras de una ballena.

## Salas
El museo se divide en 5 salas, comienza con una recreación del antiguo Gabinete del profesor Dugés y culmina con una muestra de la biodiversidad del estado de Guanajuato.

### El Gabinete de Historia Natural
La primera sala está dedicada a ser una remembranza a lo que fue el antiguo gabinete de historia, donde se puede apreciar a un armadillo, el lince el esqueleto humano, el lagarto entre otros ejemplares exhibidos.

### Biodiversidad
La segunda sala se representa al ambiente marino desde corales a equinodermos, tiburones, tortugas y más especies donde se observa la majestuosidad animal marina.

### Evolución
La tercera sala es de la evolución donde los ejemplares en conjunto con la sucesión de estos son usados como evidencia de que la evolución es un proceso que realmente ocurre.

### Extinciones
Sobre extinciones, que es la cuarta sala, se encuentran especies raras y nunca vistas y especies en riesgo de sufrir el mismo desenlace catastrófico.

### Guanajuato
La quinta sala muestra a Guanajuato con sus 400 años de historia humana, en interacción con su fauna y flora.